# Бойківська хата
 Бойківська хата — різновид українського національного житла зрубної конструкції, поширений на Бойківщині. Одноповерхова хижа прямокутної форми, що складався з трьох приміщень, житлове приміщення, так звана хата, розташована між коморою та сіньми.

## Будівельні матеріали
Хижу бойки ставили з природного матеріалу — ялиці і смереки. Заготовляли матеріали взимку або восени, коли дерево мало низьку вологість. Ялицю використовували на зруб, а смереку — на дошки.

## Вибір місця для будівництва хати
Бойки вибирали площу під хату поблизу річки чи потоку. Окрім того, дотримувалися певних прикмет і заборон щодо вибору місця для новобудови. До прикладу, остерігалися земельних ділянок, де були поховання чи пов'язані з ними місця; небезпечними вважалися місця чиєїсь раптової чи насильницької смерті; остерігалися місць, де виливали воду, якою обмивали мерця; небезпеку становили місця, де поховані без належного християнського обряду «зронки» — мертвонароджені внаслідок аборту діти; не будували на межі, стежці чи границі села.

## Конструкція
Стіни зводили з кругляків, плениць та брусів. Кругляки розпилювали і на кутах в'язали в «замки». При закладанні основи («підвалин») в кожен кут сипали жито або інше збіжжя, «щоб було хліба багато». Могли класти гроші. Стіни будували високими, щоб оберігати житло від пожежі, димових отруєнь, адже колись більшість хат були курними. Між плениці закладали мох як своєрідний утеплювач.
На Бойківщині хиж не білили, за винятком сіл Старосамбірського і Турківського районів Львівської області.
Стеля була із товстих плениць («повал»), які клали на грагар (брус), що простягався від зовнішньої стіни комори аж до сіней. Проте в сінях стелі не було, тому халупа добре вентилювалася.
На півметра нижче стелі, у верхній частині зрубу, вмонтовували з трьох боків по дві гряди, на яких клали для сушіння льон і дрова. В частині будівлі, яку називали коморою, при задній стіні також була гряда, яка використовувалася як жердка для одягу.
На видовжених поперечних підвалинах накладали поміст. Таким чином утворювалася відкрита галерея («поміст», «міст»), що прикривалася нависаючим дахом.
Дах будівлі, як правило, був утричі вищий від зрубу. Таку висоту досягали завдяки конструкції крокв, а також острішками, що продовжували стріху. Здебільшого дахи покривали соломою, рідше зустрічаються споруди з дерев'яним покриттям. Покриття соломою передбачало формування двох типів даху: ступінчастий (сходинками) та гладкий (рівний).
Ступінчастий дах, найбільш поширений, крили солом'яними снопами, які мали форму конуса і завершувалися вгорі невеликою кулеподібною «головкою». Їх називали «головачки», «китиці», «бог», «жупи». Для в'язання цих елементів використовували довгу житню солому, зв'язану в «околоти». Починали крити дах будівлі з нижнього ряду, снопи укладали так, щоб «головка» була на другій латі. Кожен наступний шар мав перекривати попередній. Завершували покриття хати зведеною на гребені солом'яною «шапкою».
Двері здебільшого трапецієподібної форми. У будівлі було четверо дверей. Двоє з них припадало на сіни, одні виходили на господарський двір. Вони відчинялися в бік сіней, а ті, що в хижі, — в сіни. Так робили з метою економії житлової площі. Одвірки вхідних дверей оздоблювали різьбленими розетами різної величини, пов'язаними між собою орнаментальними мотивами. Розети — символічне зображення сонця, яке вшановували.
У бойківській хижі два вікна розташовані на головному, а одне на задньому фасаді. Як правило, на задній стіні вікно було менших розмірів, його використовували, щоб наглядати за господарським двором. Два інших вікна розширювалися назовні, щоб до хижі проникало більше денного світла. Яскравим прикладом є експонати Музею народної архітектури та побуту у Львові імені Климентія Шептицького — хати з с. Пилипець Міжгірського району Закарпатської області.

## Інтер'єр
Інтер'єр бойківської халупи дуже простий. При вході праворуч — піч, з боку від неї запічок, лава з грубих дощок. До запічка притискалась постільна прича, а вже далі стояло ліжко. Над ним висіла колиска, виготовлена із суцільної деревини. Вздовж бокової і передньої стін стояли товсті нерухомі лави, в кутку між ними — стіл, ліворуч від дверей — мисник.
Піч у курних хатах була без комина, тому дим виходив просто на хату, а далі через отвори в стелі або в дверях — на горище. Згодом дим почали виводити в сіни, відтак змінилася форма печі. У курних хатах стіни завжди були чорні, бо їх покривав товстий шар сажі.
Підлоги в хижі не було. Замість неї вибивали долівку — вирівняну земляну поверхню, яку іноді могли вимащувати глиною.
У коморі і сінях укладали дерев'яне мостиння над землею, що забезпечувало перевітрювання приміщення.

## Типи бойківського житла

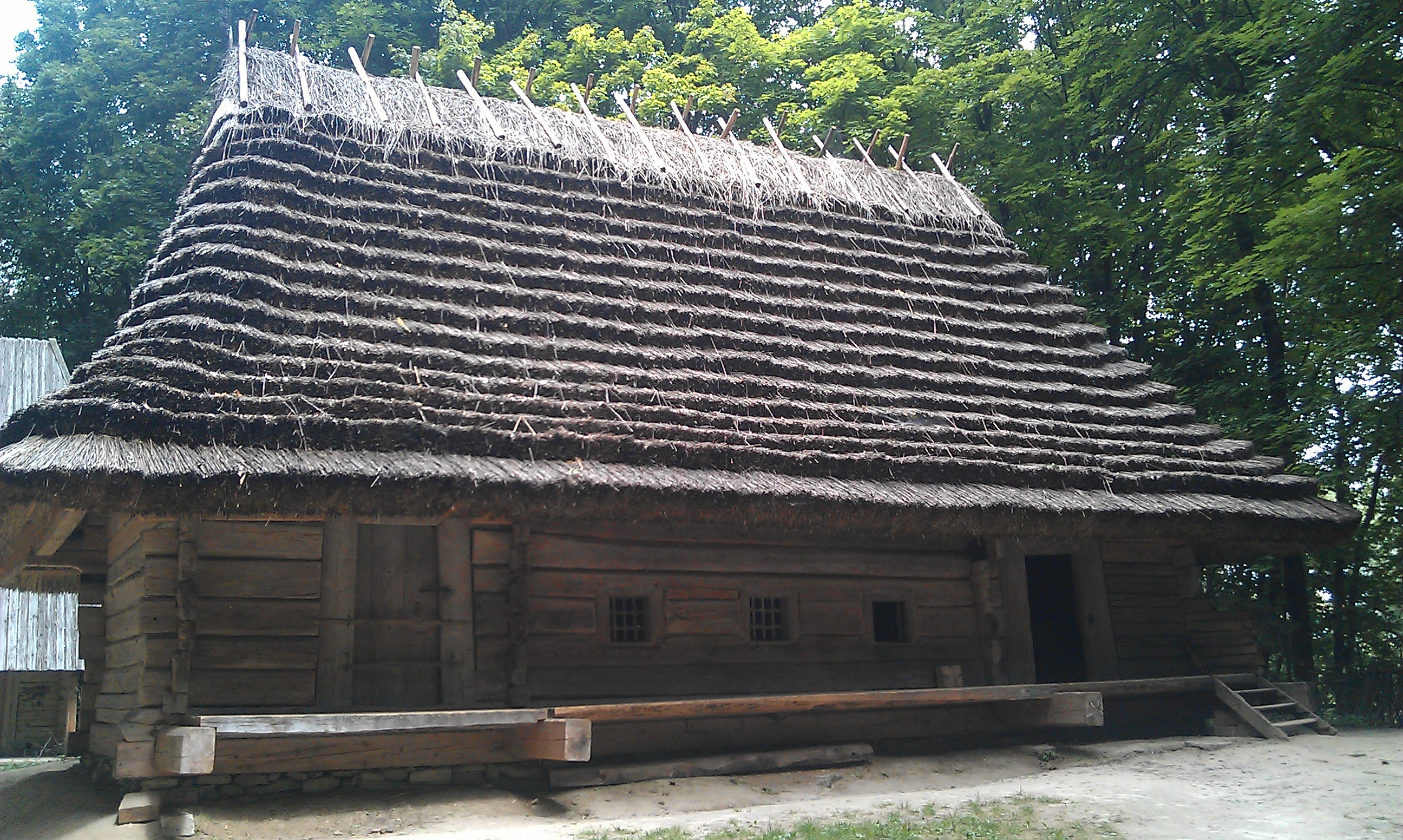
Бойківська хата з с. Либохора у музеї «Шевченківський гай»

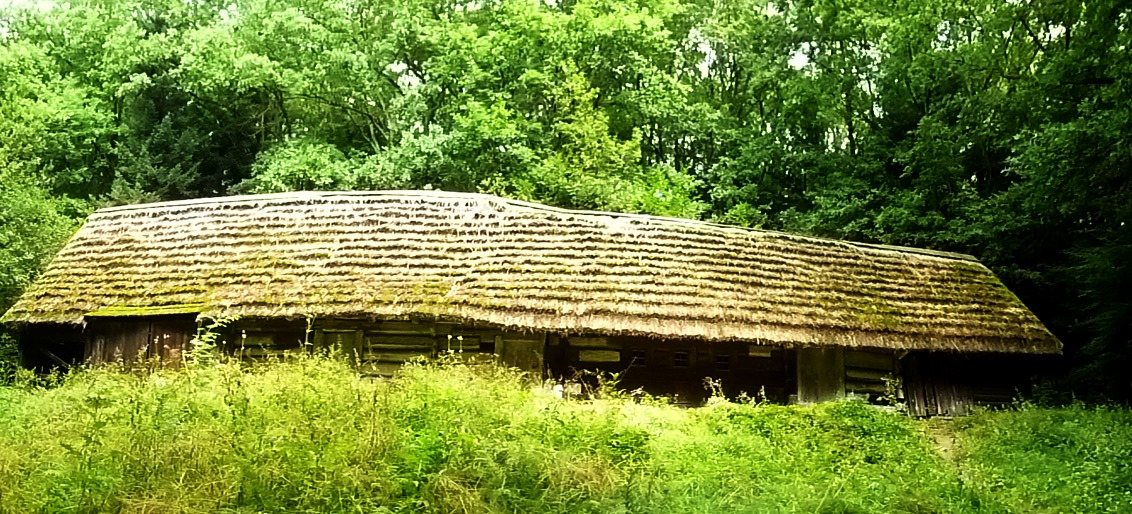
Бойківська хата в Сяноцькому скансені

Перший тип: тридільна хата з відкритою галереєю («поміст») від головного фасаду. Такі хижі мали високі стіни, третина яких знаходилася під навісом даху. Такого типу халупа є львівському музеї під відкритим небом із с. Либохора Турківського району Львівської області.
Другий тип: хата із закритою галереєю з одного, двох, трьох або ж усіх сторін. Це була тридільна хата, з двома житловими приміщеннями. Такого типу хати найбільш поширені у Сколівському районі (сс. Тухля, Тухолька, Плав'є) та Турківському районі Львівської області.
Третій тип: під одним дахом знаходилися житлові і господарські приміщення. Будівля складалася з комори, хижі, сіней, стодоли, стайні, шопи. Хата тут виділялася зі всієї забудови зрубом та вікнами. Такий тип забудови поширений у Турківському та Старосамбірському районах Львівської області.